# Georgi Sokołow
Georgi Sokołow (bułg. Георги Соколов; ur. 19 czerwca 1942, zm. 27 czerwca 2002) – piłkarz bułgarski grający na pozycji napastnika. W swojej karierze rozegrał 14 meczów w reprezentacji Bułgarii, w których strzelił 1 gola.

## Kariera klubowa
W swojej karierze piłkarskiej Sokołow występował w klubie Lewski Sofia. W 1965 i 1968 roku wywalczył z Lewskim mistrzostwo Bułgarii. W latach 1959 i 1967 zdobył z nim Puchar Armii Sowieckiej.

## Kariera reprezentacyjna
W reprezentacji Bułgarii Sokołow zadebiutował 13 maja 1959 w wygranym 3:2 towarzyskim spotkaniu z Holandią i w debiucie zdobył gola. W 1962 roku został powołany do kadry Bułgarii na mistrzostwa świata w Chile. Zagrał na nich w dwóch meczach: z Węgrami (1:6) i z Anglią (0:0). Od 1959 do 1967 roku rozegrał w kadrze narodowej 14 meczów i strzelił w nich 1 gola.
| Mecze i gole w reprezentacji | Mecze i gole w reprezentacji | Mecze i gole w reprezentacji | Mecze i gole w reprezentacji | Mecze i gole w reprezentacji | Mecze i gole w reprezentacji | Mecze i gole w reprezentacji |
| #                            | Data                         | Stadion                      | Rywal                        | Wynik                        | Gol                          | Rozgrywki                    |
| 1959                         | 1959                         | 1959                         | 1959                         | 1959                         | 1959                         | 1959                         |
| ---------------------------- | ---------------------------- | ---------------------------- | ---------------------------- | ---------------------------- | ---------------------------- | ---------------------------- |
| 1.                           | 13.05.1959                   | Sofia, Bułgaria              | Holandia                     | 3:2                          | 1                            | towarzyski                   |
| 2.                           | 25.10.1959                   | Sofia, Bułgaria              | Jugosławia                   | 1:1                          | 0                            | el. ME 1960                  |
| 3.                           | 06.12.1959                   | Sofia, Bułgaria              | Dania                        | 2:1                          | 0                            | towarzyski                   |
| 1960                         |                              |                              |                              |                              |                              |                              |
| 4.                           | 22.05.1960                   | Sofia, Bułgaria              | Belgia                       | 4:1                          | 0                            | towarzyski                   |
| 5.                           | 23.11.1960                   | Sofia, Bułgaria              | RFN                          | 2:1                          | 0                            | towarzyski                   |
| 6.                           | 27.11.1960                   | Sofia, Bułgaria              | Turcja                       | 2:1                          | 0                            | towarzyski                   |
| 1962                         |                              |                              |                              |                              |                              |                              |
| 7.                           | 03.06.1962                   | Rancagua, Peru               | Węgry                        | 1:6                          | 0                            | MŚ 1962                      |
| 8.                           | 07.06.1962                   | Rancagua, Peru               | Anglia                       | 0:0                          | 0                            | MŚ 1962                      |
| 9.                           | 30.09.1962                   | Sofia, Bułgaria              | Polska                       | 2:1                          | 0                            | towarzyski                   |
| 10.                          | 25.11.1962                   | Sofia, Bułgaria              | Austria                      | 1:1                          | 0                            | towarzyski                   |
| 1963                         |                              |                              |                              |                              |                              |                              |
| 11.                          | 28.04.1963                   | Sofia, Bułgaria              | Czechosłowacja               | 1:0                          | 0                            | towarzyski                   |
| 1964                         |                              |                              |                              |                              |                              |                              |
| 12.                          | 29.11.1964                   | Sofia, Bułgaria              | ZSRR                         | 0:0                          | 0                            | towarzyski                   |
| 1965                         |                              |                              |                              |                              |                              |                              |
| 13.                          | 04.09.1965                   | Warna, Bułgaria              | NRD                          | 3:2                          | 0                            | towarzyski                   |
| 1967                         |                              |                              |                              |                              |                              |                              |
| 14.                          | 22.11.1967                   | Sofia, Bułgaria              | Turcja                       | 3:0                          | 0                            | kwal. IO 1968                |